# La Bruffière
La Bruffière település Franciaországban, Vendée megyében. Lakosainak száma 4015 fő (2022. január 1.). La Bruffière Boussay, Les Landes-Genusson, Tiffauges, Treize-Septiers, Sèvremoine és Cugand-la-Bernardière községekkel határos.

## Népesség
A település népességének változása:
| Lakosok száma | 3821 | 3900 | 3981 | 3943 | 3972 | 4028 | 4074 | 4044 | 4015 |
|               | 2013 | 2015 | 2016 | 2017 | 2018 | 2019 | 2020 | 2021 | 2022 |